# South Sudan Oyee!
South Sudan Oyee! (vrij vertaald: Zuid-Soedan Hoera!) is het volkslied van Zuid-Soedan, dat sinds 2011 een onafhankelijke staat is. Het volkslied werd gekozen door een speciaal opgericht comité dat uit acht mensen bestond. Het comité schreef een wedstrijd uit in december 2010 voorafgaande aan het referendum in januari 2011 waarin tot onafhankelijkheid besloten werd. De tekst zou onder andere naar de mensen en de onafhankelijkheidsoorlog moeten verwijzen. 
Het comité ontving 49 inzendingen voor het volkslied. De werktitel was Land of Cush, wat verwijst naar de Koesj, een Nubisch rijk in de oudheid. In februari 2011 werd de reeds verspreide tekst nog een keer veranderd, waarbij de begrippen Cush en Eden vervangen werden door de intussen vastgelegde naam voor de nieuwe staat.
De muziek is gecomponeerd door studenten en leraren van de Universiteit van Juba. Zij kozen voor een vrolijke melodie, die zich afzet tegen het volkslied van Soedan.

## Inhoud
De tekst begint met een lofprijzing aan God en het "land van grote overvloed", en spreekt hoop uit voor vrede. Het tweede couplet spreekt van vrijheid, rechtvaardigheid en welvaart:
Oh motherland, (O vaderland)
we rise raising flag with the guiding star (we gaan staan bij het hijsen van de vlag met de gidsster)
and sing songs of freedom with joy, (en zingen liederen van vrijheid met vreugde)
for justice, liberty and prosperity (want rechtvaardigheid, vrijheid en welvaart)
shall forever more reign. (zullen voor eeuwig heersen.)
Het derde couplet spreekt respect uit voor het bloed dat is vergoten voor het "nationaal fundament". Tot slot wordt God gevraagd Zuid-Soedan te zegenen ("Oh God, bless South Sudan").
Onafhankelijke staten: Algerije · Angola · Benin · Botswana · Burkina Faso · Burundi · Centraal-Afrikaanse Republiek · Comoren · Congo-Brazzaville · Congo-Kinshasa · Djibouti · Egypte · Equatoriaal-Guinea · Eritrea · Ethiopië · Gabon · Gambia · Ghana · Guinee · Guinee-Bissau · Ivoorkust · Kaapverdië · Kameroen · Kenia · Lesotho · Liberia · Libië · Madagaskar · Malawi · Mali · Marokko · Mauritanië · Mauritius · Marokko · Mozambique · Namibië · Niger · Nigeria · Oeganda · Rwanda · Sao Tomé en Principe · Senegal · Seychellen · Sierra Leone · Somalië · Soedan · Swaziland · Tanzania · Tsjaad · Togo · Tunesië · Zambia · Zimbabwe · Zuid-Afrika · Zuid-Soedan
Niet algemeen erkende landen: Somaliland · Westelijke Sahara
Afhankelijke gebieden: Mayotte · Réunion (onofficieel) · Saint Helena, Ascension and Tristan da Cunha (onofficieel)